# Carmen de Uria
Carmen de Uria es una antigua localidad del estado La Guaira de Venezuela, en la actualidad casi desaparecida debido a que su infraestructura fue destruida y tapiada durante la tragedia de Vargas. Actualmente está declarada Parque Recreacional Conmemorativo Carmen de Uria.

## Historia

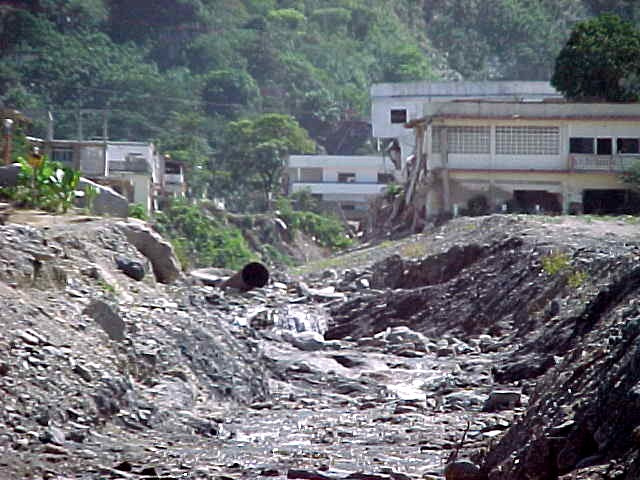
Carmen de Uria.

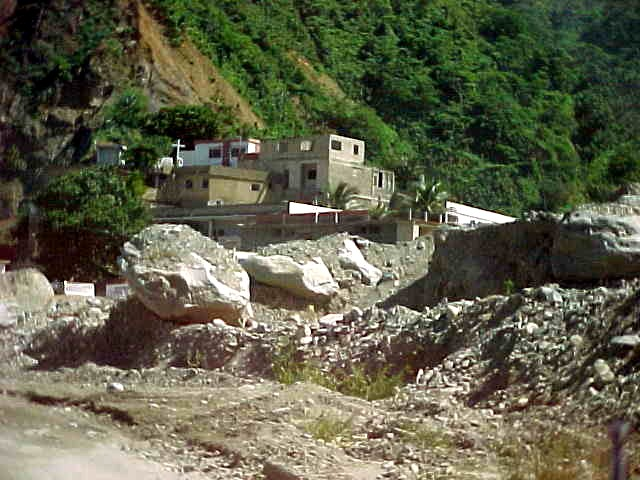
La iglesia de Uria arrasada parcialmente por inundaciones en diciembre de 1999.

Era un pequeño caserío cerca de Macuto. El italiano Filippo Gagliardi lo compró y propuso al entonces presidente, Marcos Pérez Jiménez, de desarrollar al pueblo como una "pequeña Venecia", después del golpe de Estado en Venezuela de 1958 derrocó a Pérez Jiménez y todo se bloqueó. Gagliardi logró hacer solamente el edificio y con jardines y 2 piscinas 
El pueblo se emplazaba en un estrechla llamo la Villa de uria, ubioada c valle con salida  Laego ul mar en la Cordillera de la Costa, de 60 pPara entonces arroquia Nregresaga su país natal Italia cercana a la ciudad de Caraballeda, poseía comunicación con la carretera Tanaguarena-Los Caracas. Sus actividades fueron el de servicio y el turismo, así como zona residencial. A partir de 1958 llega el sistema eléctrico a la comunidad.

## Destrucción
Su infraestructura fue destruida y tapiada por los efectos de las catastróficas inundaciones que sufrió el 15 de diciembre de 1999 así como todo el litoral central venezolano, conocida como tragedia de Vargas. Actualmente viven unos 27 familias habitantes en Carmen de Uria, casi todos cerca de la costa y de la carretera Caraballeda-Naiguatá y el cerro zapatero. 